# 冈多法勒斯
冈多法勒斯一世为巴基斯坦西部印度-帕提亞王國的建立者。根据现代研究，其统治时间应该为公元前20年至前十年。但Bopearachchi认为应当是公元21年至40年。

## 统治
通常所给的都是后一个日期。根据巴基斯坦马尔丹附近的塔克特依巴依佛院一块由冈多法勒斯铭刻的石头记述，他于公元20年即位。
冈多法勒斯自印度-斯基泰王國的阿泽斯手中夺取了喀布尔谷、旁遮普地区及信德省。事实上，还有许多附庸国倒向了冈多法勒斯。其王国疆域虽广阔，但是只维系在一个松散的框架内，在其死后即开始瓦解。王国都城为犍陀罗城市塔克西拉。塔克西拉位于旁遮普，今日伊斯兰堡以西。
恩斯特·埃米尔·赫兹菲尔德认为，冈多法勒斯代表着苏伦家族.

## 圣经人物“Gaspar”
“冈多法勒斯”（Gondophares）翻译作亚美尼亚语为“Gastaphar”，再转换为西方语言则为“Gaspar[d]”，他可能就是基督传说中在耶稣出生时前去探望的東方三博士之一——“Caspar”。

## 与使徒多馬及阿波罗尼乌斯的关系

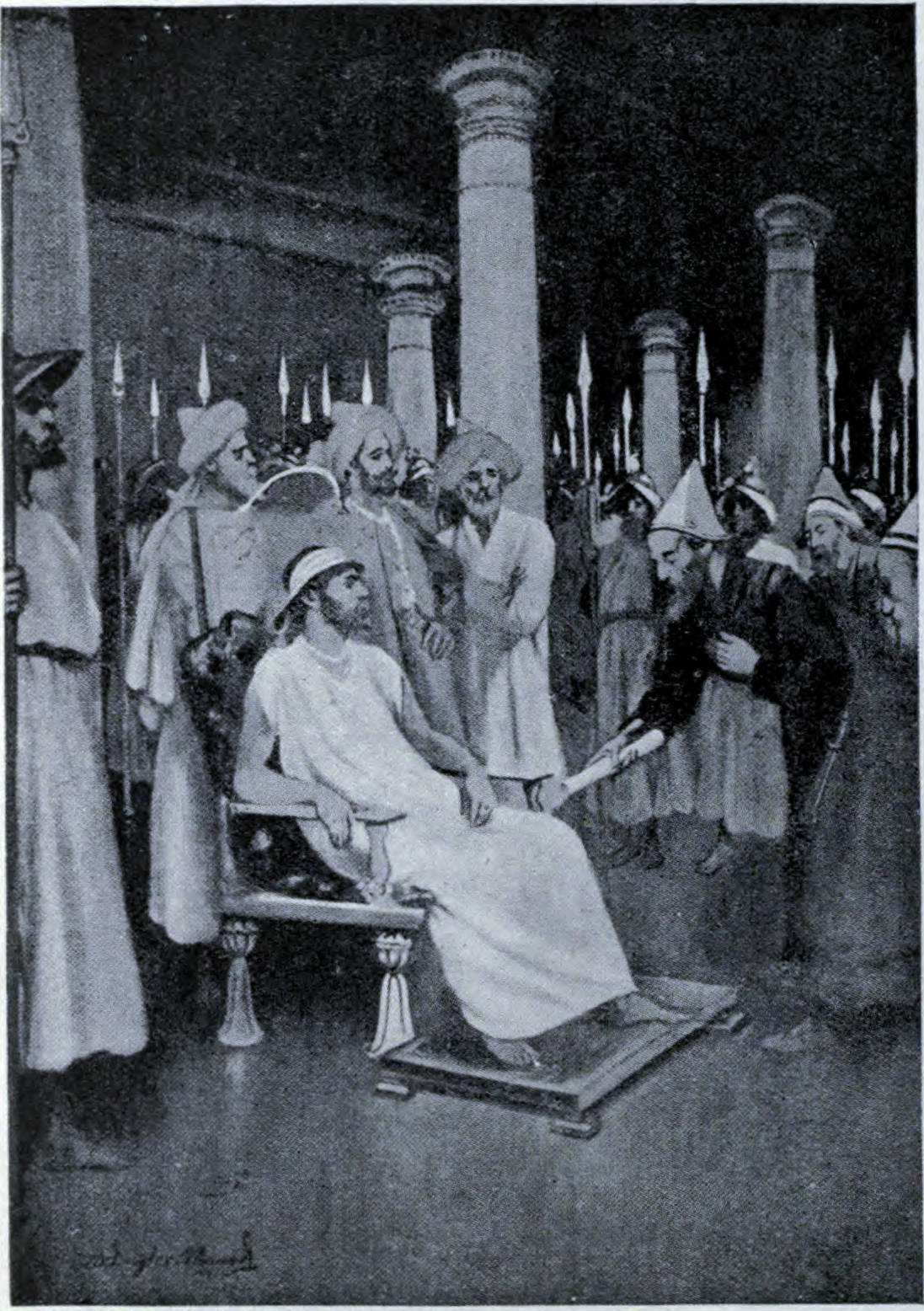
冈多法勒斯收到多马的信件

在伪经《托马斯行记》中提及一位叫做“Gudnaphar”的国王，许多学者都将其与冈多法勒斯一世联系在一起，因为并无确定其他王国有同名的国王。A. D. H. Bivar则提及塔克特依巴依所记录冈多法勒斯在位的时间与使徒多马所记录的时间相同（公元30年）。
古希腊哲学家阿波罗尼乌斯提及了其在43至44年拜访塔克西拉的情景，并提到冈多法勒斯有一个希腊名字——Phraotes。

## 货币

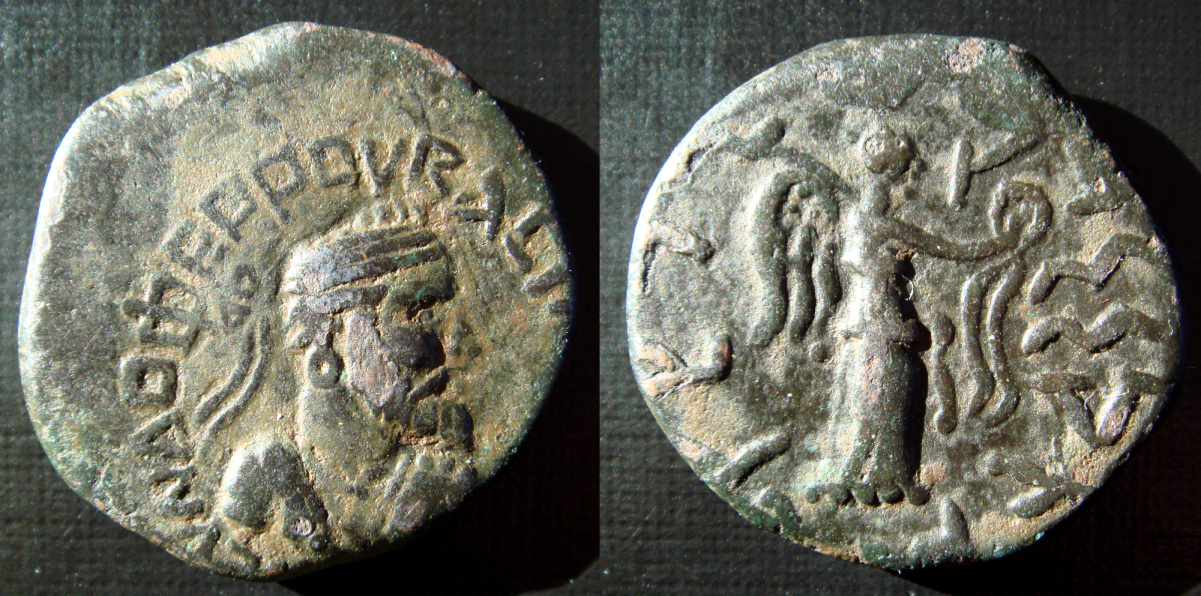
冈多法勒斯王朝货币
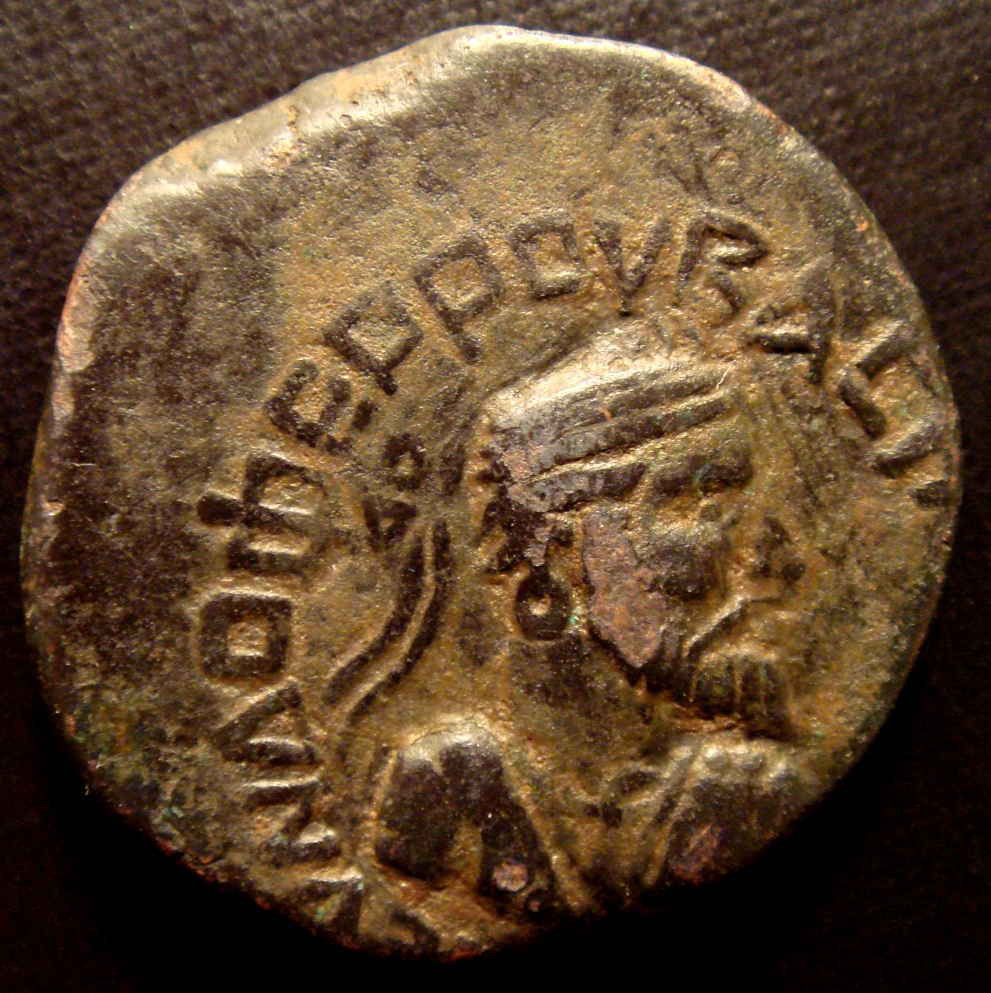
冈多法勒斯王朝货币
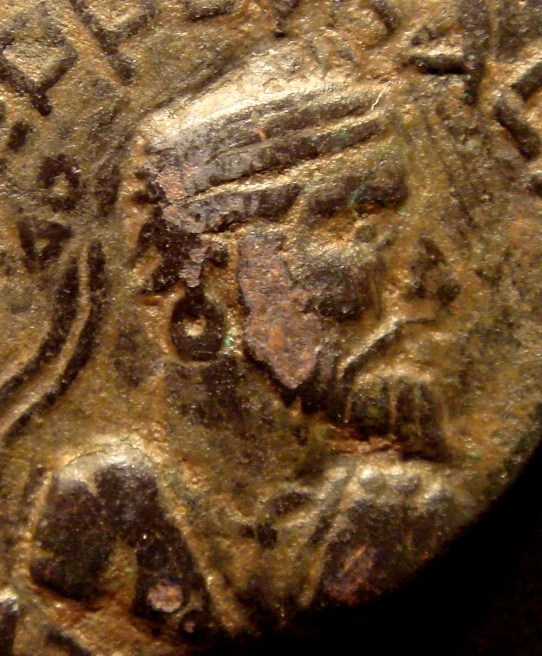
货币细节
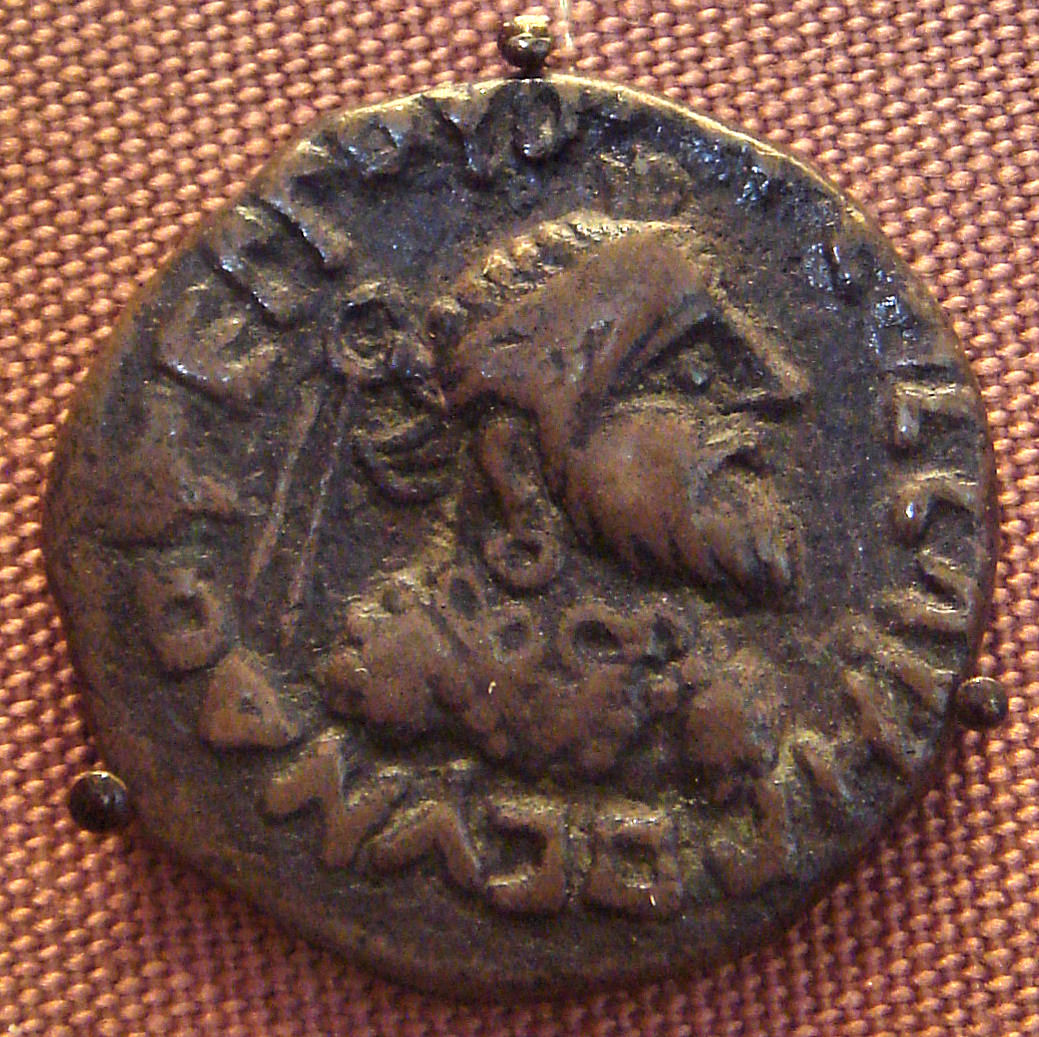
冈多法勒斯王朝货币（大英博物馆）

## 延伸阅读
- .  11 (第11版). London. 1911.
- A. E. Medlycott, India and the Apostle Thomas, London 1905 （页面存档备份，存于）: Chapter i: "The Apostle Thomas and Gondophares the Indian king"
- Coins of Gondophares （页面存档备份，存于）
- Indo-Parthian coinage